# Dallmayr
Alois Dallmayr KG — крупная пищевая компания в Европе, один из самых известных брендов кофе в Германии.

## О компании

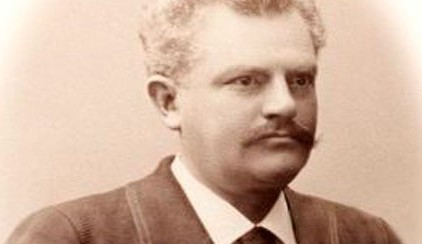
Аллоиз Даллмайр

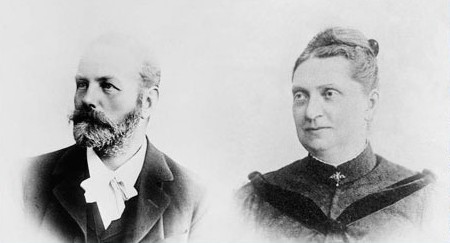
Антон (Anton) и Тереза Рандлкофер (Therese Randlkofer)

Компания Dallmayr была основана в 1700 году в Мюнхене. Бизнесом руководил мюнхенский коммерсант Кристиан Райтер (Christian Reitter). Примерно в 1870 году предприятие перешло в собственность Алоиза Даллмайра (Alois Dallmayr), в честь которого компания получила название Alois Dallmayr KG.
В 1895 году Даллмайр продал свой бизнес Терезе и Антону Рандлкоферам. Под руководством бизнесвумен Терезы (Therese) Stammhaus (оригинальный магазин) превратился в один из ведущих гастрономических домов Европы, обладающий не менее чем 15 титулами королевского поставщика.
В 1933 году торговец кофе из Бремена Конрад Вернер Вилле (Konrad Werner Wille) приехал в Мюнхен и основал специализированный кофейный отдел в «Delikatessenhaus Dallmayr», который приобрёл международную известность, среди прочего, благодаря телевизионной рекламе Dallmayr Prodomo.
Кофейный бизнес развивался настолько успешно, что в 1985 году была создана независимая дочерняя компания Alois Dallmayr Kaffee OHG, представляющая кофе и чай, которая в настоящее время является крупнейшим подразделением компании. Корпоративная группа Nestlé увеличила долю в Alois Dallmayr Kaffee OGG до 50%; в 2003 году эта доля была снижена до 25%.
В июле 2015 года было решено, что оставшиеся акции кофейного сектора будут выкуплены у Nestlé компанией Alois Dallmayr KG, но сотрудничество в сфере продаж будет продолжено.

## Галерея

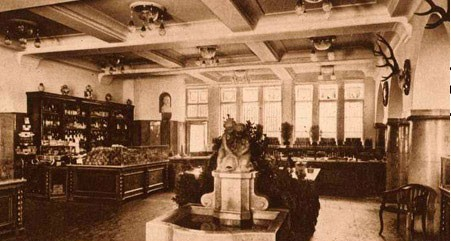
Магазин Dallmayr, 1912 год
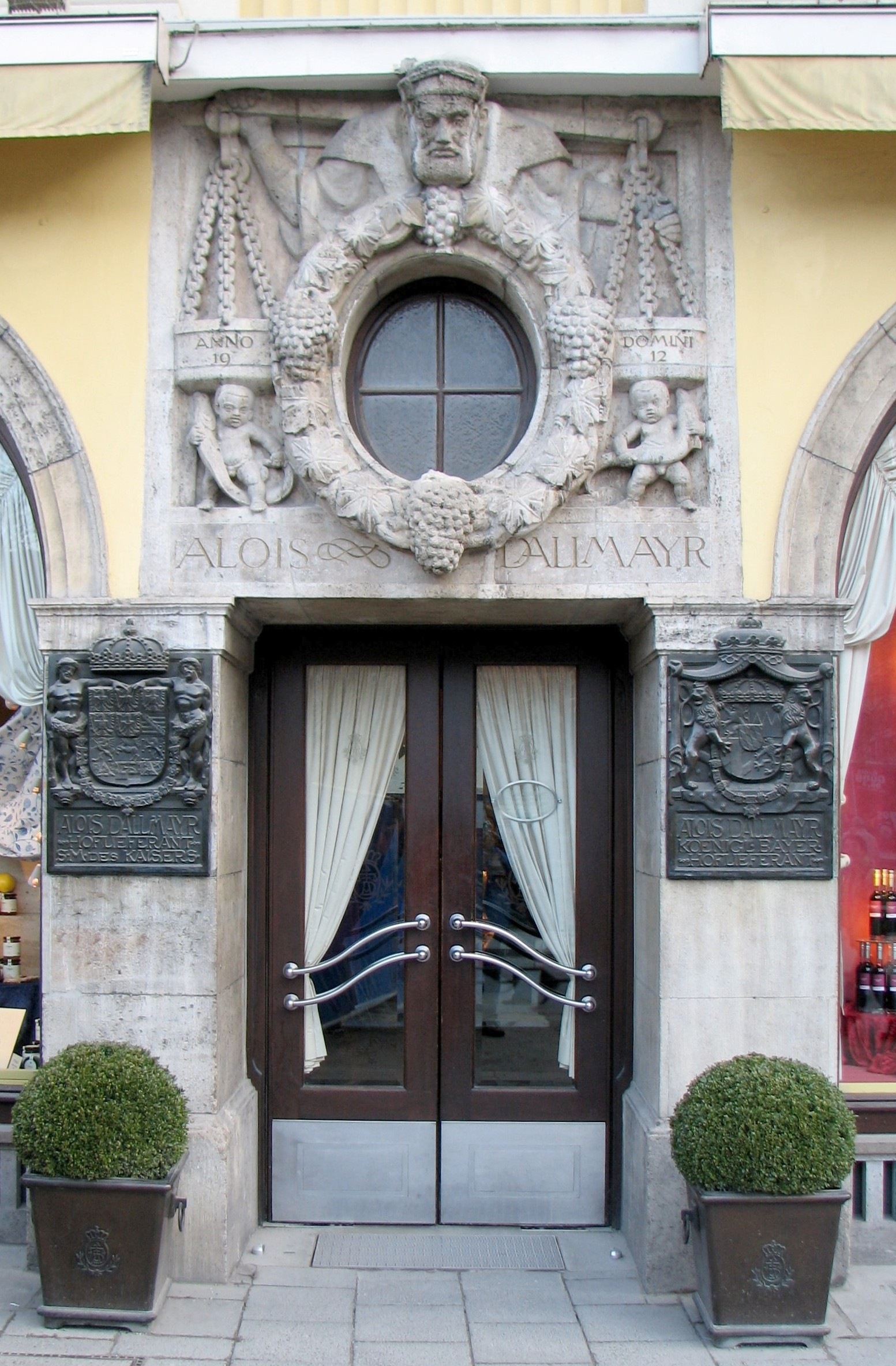
Один из трёх входов
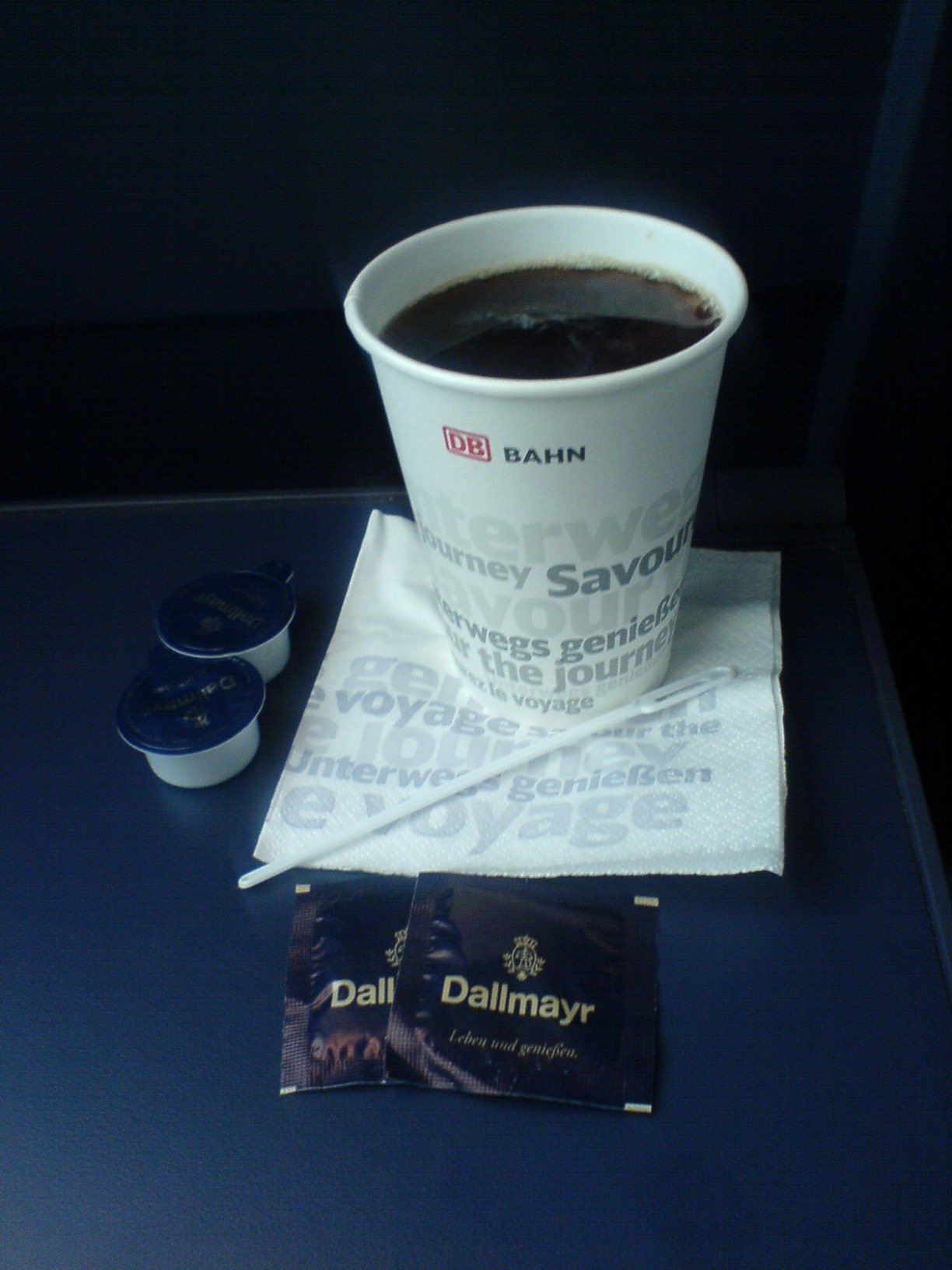
Кофе Dallmayr в вагоне поезда Deutsche Bahn ICE
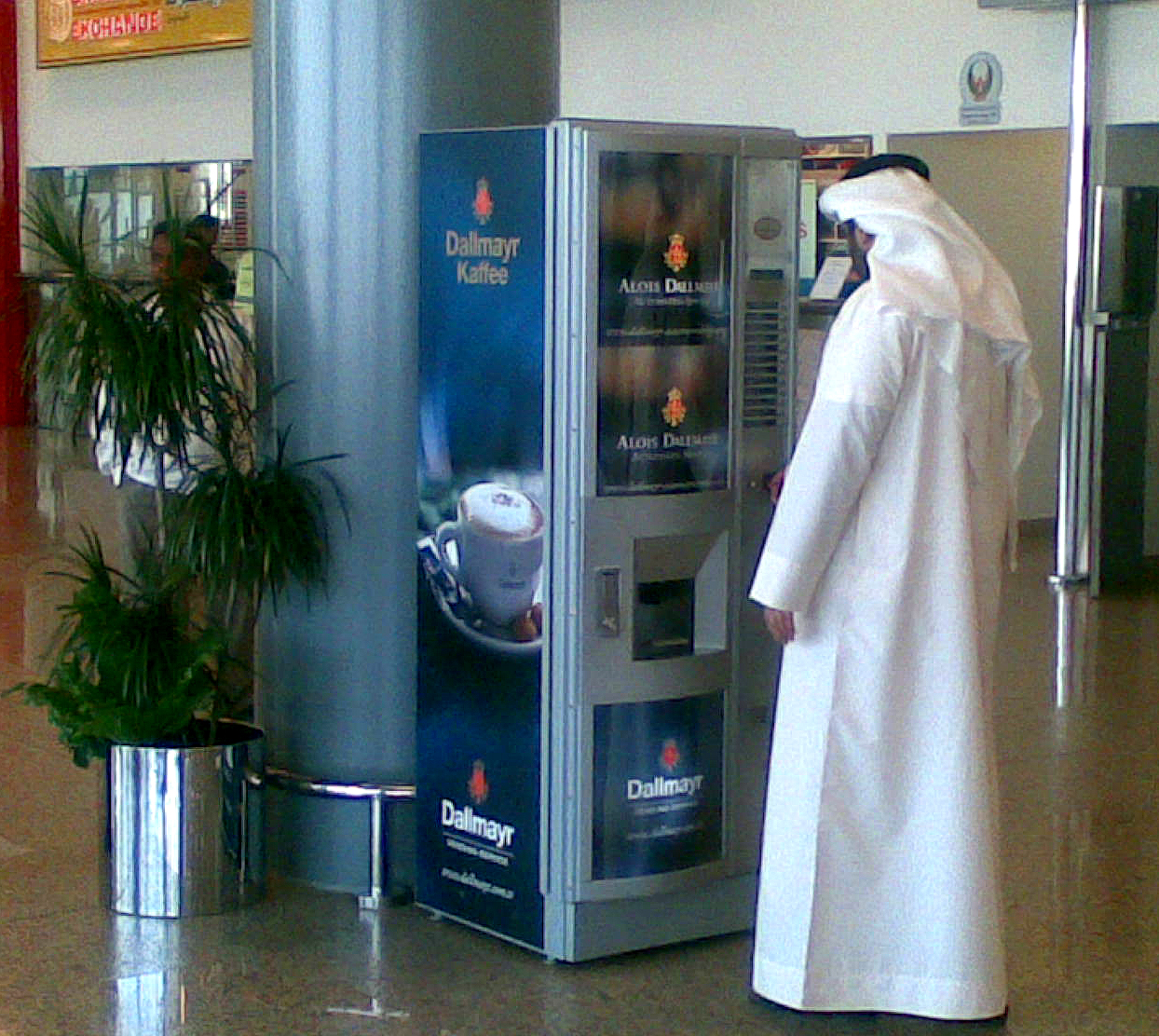
Кофейный автомат Dallmayr в Дубае